# Богдан Йерусалимов
Богдан Митров Йерусалимов или Ерусалимов е български юрист и общественик от първата половина на XX век, популярен и деен представител на юридическото съсловие.

## Биография
Роден е в семейство на македонски българи, бежанци от мияшката паланка Галичник. Брат е на футболиста Владимир Йерусалимов. В 1914 година завършва право в Софийския университет.
Йерусалимов е дългогодишен адвокат в София. Сътрудник е на вестник „Право“ в периода 1911 - 1921 година.
Участва в Първата световна война като запасен поручик, взводен командир в Първи пехотен софийски полк. За отличия и заслуги във войната е награден с три ордена „За храброст“, IV степен.
Той е най-големият радетел за кодификацията на българското законодателство в периода до Деветосептемврийския преврат в 1944 година и е автор на капиталното изследване „За кодификацията“, публикувано в 1941 година. След Преврата и установяването на отечественоронтовската власт в България Йерусалимов е защитник на министър Христо Калфов, както и на Борис Ангелов Павлов пред така наречения Народен съд.